# Regent
Regent – uprawniona osoba, sprawująca władzę w imieniu monarchy, gdy ten nie może wykonywać swoich obowiązków, np. z powodu małoletniości, bezkrólewia, nieobecności w kraju lub poważnej choroby. Okres władzy regenta oraz sama władza regenta to regencja. Regent może być także powołany na okres, w którym tron pozostaje nieobsadzony (np. adm. Miklós Horthy na Węgrzech, Francisco Franco w Hiszpanii, Rada Regencyjna w Polsce).

## Rzeczpospolita Obojga Narodów
W Rzeczypospolitej Obojga Narodów władzę regenta sprawował prymas nosząc tytuł interrex.
W Rzeczypospolitej przedrozbiorowej mianem regenta określano także urzędnika grodzkiego, zarządzającego kancelarią grodzką, starościńską. Taki urzędnik musiał pochodzić ze stanu szlacheckiego. Od słowa "regent" pochodzi określenie rejent.

## Współcześni regenci
Współcześnie w Liechtensteinie regentem jest książę Alojzy, któremu książę Jan Adam II przekazał w 2004 część kompetencji głowy państwa.

## Rada Regencyjna
Często zamiast jednego jednoosobowego urzędu regenta jest powoływana Rada Regencyjna, wypełniająca kolegialnie jego zadania. Posiada identyczne uprawnienia.